# Jules Keignaert
Jules Keignaert (15 juni 1907 - 26 mei 1994) was een Frans waterpolospeler.
Jules Keignaert nam als waterpoloër eenmaal succesvol deel aan de Olympische Spelen; in 1928. In 1928 maakte hij deel uit van het Franse team dat brons wist te veroveren. Hij speelde drie van de zes wedstrijden.
Émile Bulteel · 
Henri Cuvelier · 
Paul Dujardin (G) · 
Jules Keignaert · 
Henri Padou · 
Ernest Roget · 
Albert Thévenon · 
Achille Tribouillet · 
Albert Vandeplancke · 